# Panagiotis Ikonomopoulos
Panagiotis „Takis“ Ikonomopoulos (griechisch Παναγιώτης «Τάκης» Οικονομόπουλος, * 19. Oktober 1943 in Kallithea; † 10. Februar 2025 in Athen) war ein griechischer Fußballspieler.

## Spielerkarriere
Panagiotis Ikonomopoulos, der von einem Großteil der Experten als der beste Torhüter in der Geschichte Griechenlands angesehen wird, begann mit dem Fußball spielen im Athener Vorort Kallithea, wo er 1958 bei Kallithea FC einen Vertrag unterzeichnete. Nach nur einer Saison wechselte Ikonomopoulos 1959 zu Apollon Athen, mit denen er, nicht zuletzt dank seiner Leistungen, ungeschlagen die griechische Meisterschaft der Junioren gewinnen konnte und dabei insgesamt nur zwei Gegentore hinnehmen musste. 1960 wechselte Ikonomopoulos zu Proodeftiki, ehe er schließlich 1963 bei Panathinaikos Athen einen Vertrag unterzeichnete. Bei Panathinaikos nutzte der Spieler auf Anhieb die Chancen, die ihm der damalige Trainer des Vereins Stefan Bobek gab und spielte sich in die Stammformation. In den folgenden Jahren gewann Ikonomopoulos fünf griechische Meisterschaften (1964, 1965, 1969, 1970, 1972) sowie zwei Pokale (1967, 1969). Höhepunkt seiner Karriere war 1971 die Teilnahme im Finale des Europapokals der Landesmeister, als er im Londoner Wembley-Stadion mit 0-2 Ajax Amsterdam unterlag. Ikonomopoulos gehörte zu den tragenden Säulen seines Vereins und zeigte auf dem Weg ins Finale vor allem gegen den FC Everton Weltklasseleistungen und spielte sich in den Kreis der damals besten Torhüter Europas. 1977, und im Alter von 34 Jahren, wechselte Ikonomopoulos nach Patras zum dort ansässigen Verein Panachaiki, bevor er zwei Jahre später bei Apollon Athen seine Karriere beendete. Insgesamt spielte Ikonomopoulos 18 Jahre in der höchsten griechischen Fußballliga und brachte es auf insgesamt 398 Einsätze. Bemerkenswert ist dabei sein 1965 aufgestellter Rekord, als er bei Panathinaikos für 1088 Minuten ohne Gegentreffer blieb.
Während seiner Karriere war Ikonomopoulos auch für die griechische Nationalmannschaft aktiv, für die er insgesamt 25 Länderspiele absolvierte.

## Trainerkarriere
Nach seiner aktiven Laufbahn als Spieler arbeitete er bis 2005 als Torwarttrainer bei Panathinaikos Athen, wo er unter anderem die späteren Europameister Antonios Nikopolidis sowie Konstantinos Chalkias entdeckte und förderte. 2002 übernahm er für die letzten vier Spieltage der Saison die Rolle des Chef-Trainers von Panathinaikos, nachdem zuvor dem Uruguayer Sergio Markarián eine Spielsperre von 40 Tagen auferlegt worden war.

## Trivia
- Markenzeichen von Ikonomopoulos war, dass er während seiner gesamten Karriere auf Torwarthandschuhe verzichtete.
- Sein Spitzname war Pouli (gr. πουλί, Vogel)

## Erfolge
- Griechischer Meister (5): 1963/64, 1964/65, 1968/69, 1969/70, 1971/72
- Griechischer Pokalsieger (2): 1967, 1969
- Supercup: 1970